# جرج کوربت (بازیکن فوتبال)
جرج کوربت (انگلیسی: George Corbett; ۱۱ مهٔ ۱۹۲۵ – ژوئن ۱۹۹۹ (aged 74)) بازیکن فوتبال اهل بریتانیا بود.
از باشگاه‌هایی که در آن بازی کرده‌است می‌توان به باشگاه فوتبال شفیلد ونزدی اشاره کرد.